# Isabel Martínez Lozano
Isabel Martínez (Vilches, Jaén, 1969) es una periodista y política española, fue Secretaria General de Políticas de Igualdad del Ministerio de Igualdad de España.
Licenciada en Ciencias de la Información por la Universidad Complutense, experta en género, ha trabajado como periodista en varios medios como la cadena Ser, el Diario de Cádiz, y el Diario La Opinión de Murcia. Asimismo, ha realizado colaboraciones periódicas en diversas revistas especializadas en el tema Igualdad y Mujeres. Entre ellas la revista Meridiana del Instituto Andaluz de la Mujer.  
Ha sido jefa de Gabinete del Ayuntamiento de Andújar, Jaén (1993–1997), coordinadora Federal de Participación de la Mujer del Partido Socialista Obrero Español (PSOE) (1997 - 2000) y representante del PSOE en la Internacional Socialista de Mujeres. En el 2000, tras el 35 Congreso Federal socialista y de participar activamente en el grupo Nueva Vía, pasó a formar parte del Gabinete del Secretario General del PSOE, asumiendo tareas de asesoramiento institucional y de política social. También ha participado en un gran número de cursos de formación política a líderes políticos en España y algunos países de América Latina desde 1997. En 2004 pasó a formar parte del equipo de la Vicepresidenta Primera del Gobierno, María Teresa Fernández de la Vega, como asesora. En marzo del 2008 ocupó el cargo de Secretaria General de Políticas de Igualdad del Ministerio de Igualdad, con rango de subsecretaria, durante el segundo mandato de José Luis Rodríguez Zapatero. Dos años más tarde es nombrada secretaria general de Política Social y Consumo, cargo que ejerce hasta diciembre de 2011.
Actualmente es comisionada de la Fundación ONCE para Universidades, Juventud y Planes Especiales, y desde 2012 es presidenta de HelpAge España. 